# Dvärgtall
Dvärgtall (Pinus pumila) är en tallväxtart som först beskrevs av Pall., och fick sitt nu gällande namn av Eduard August von Regel. Arten ingår i släktet tallar, och familjen tallväxter. IUCN kategoriserar arten globalt som livskraftig. Inga underarter finns listade i Catalogue of Life.
Arten förekommer i ryska Sibirien, i norra Mongoliet, i de kinesiska provinserna Manchuriet och Inre Mongoliet, på Koreahalvön samt i Japan på öarna Hokkaido och norra Honshu. Den växer i låglandet och i bergstrakter upp till 3200 meter över havet. I södra delen av utbredningsområdet hittas den oftast på bergstrakternas toppar där vanlig tall (Pinus sylvestris), dahurlärk (Larix gmelinii) och björkar inte längre kan växa. Dvärgtall växer även glest fördelad i barr- eller blandskogar. I norra Sibirien bildar arten ansamlingar som liknar buskskogar.
Fröspridningen utförs vanligen av kråkfåglar. Dvärgtallens frön kan också ätas av människor men odling är sällan lönsam. I östra Ryssland och norra Japan används arten ibland som prydnadsväxt i stadsparker. Utanför utbredningsområdet hittas den egentligen bara i botaniska trädgårdar eller mycket sällsynt i trädgårdarnas stenpartier.

## Bildgalleri

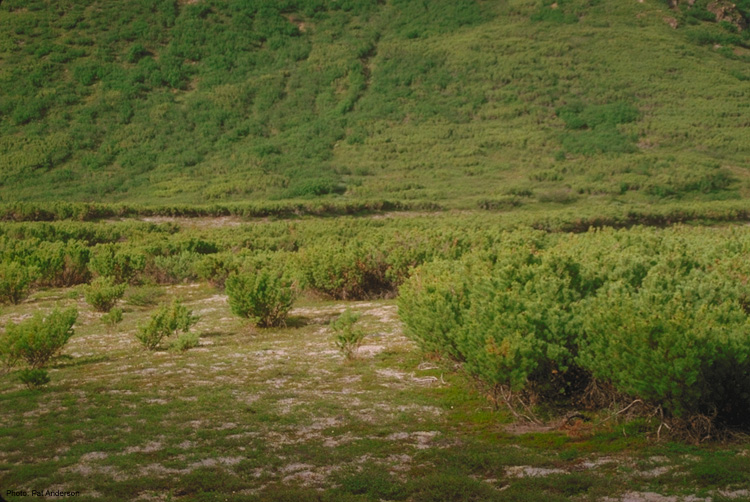
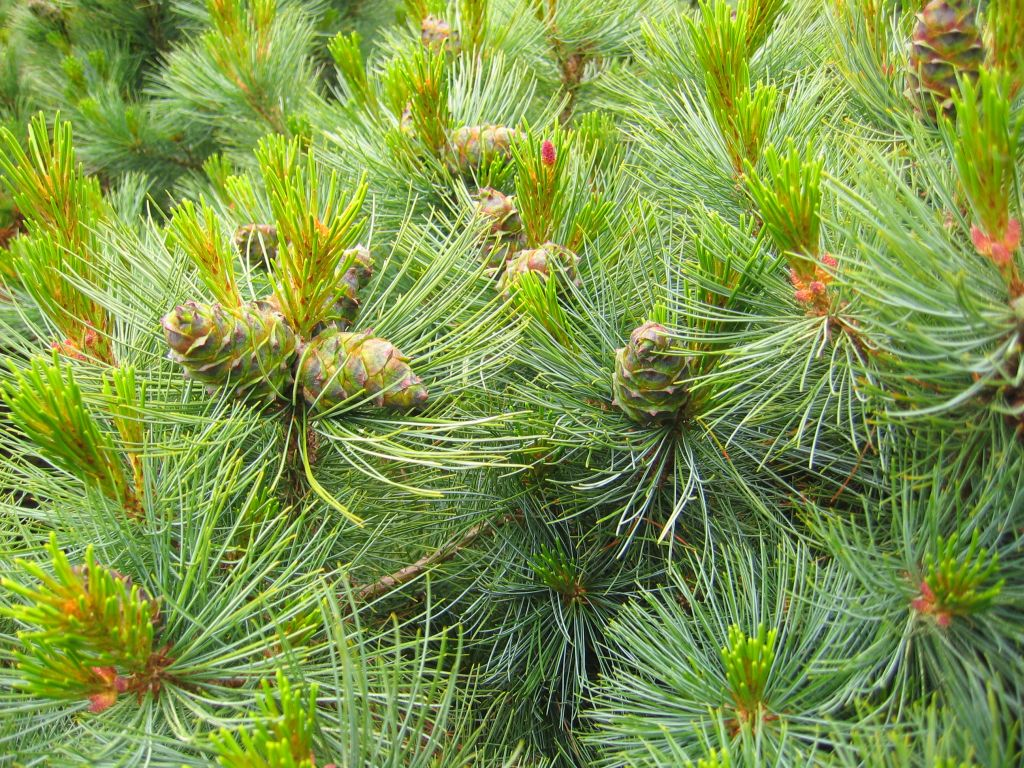
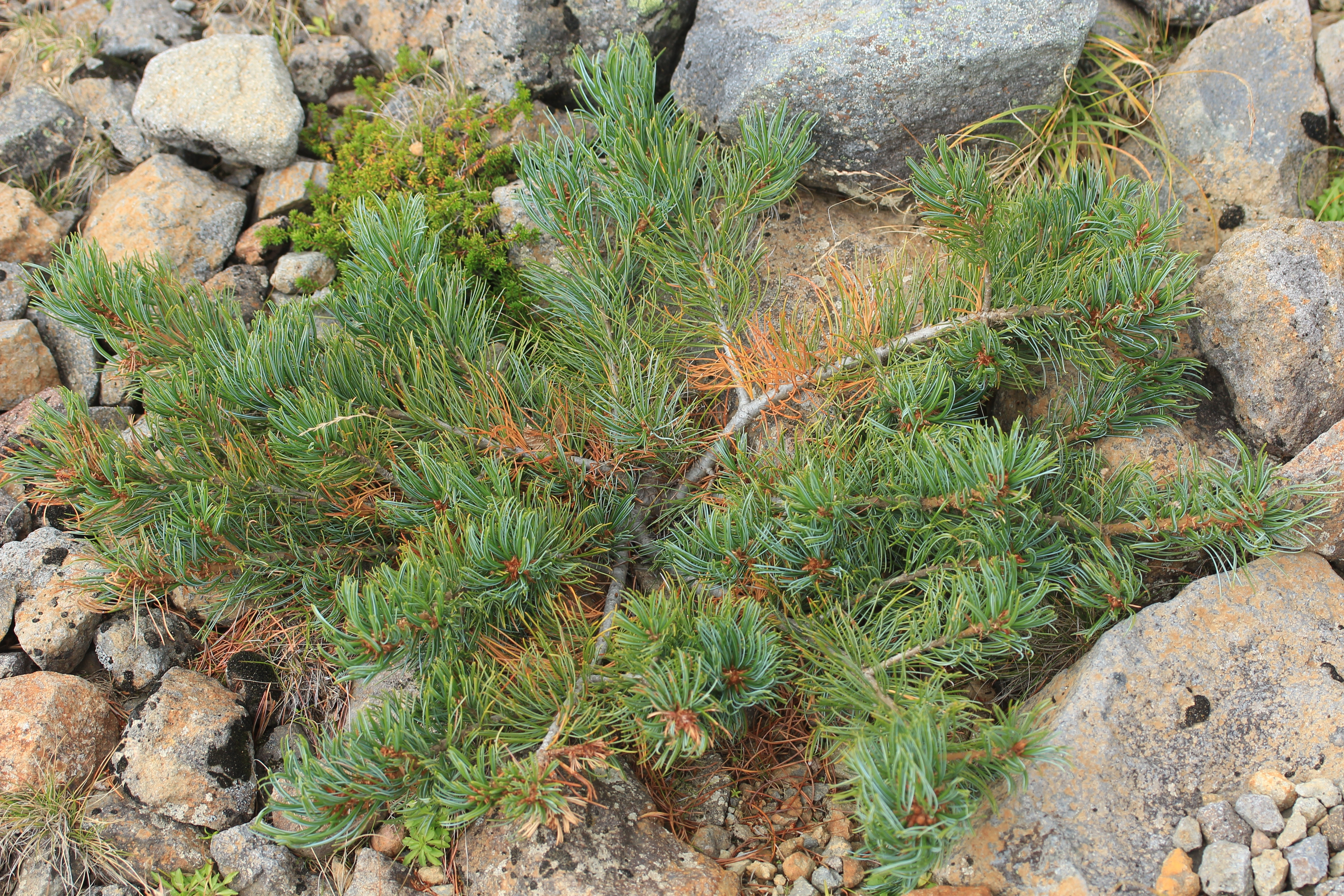
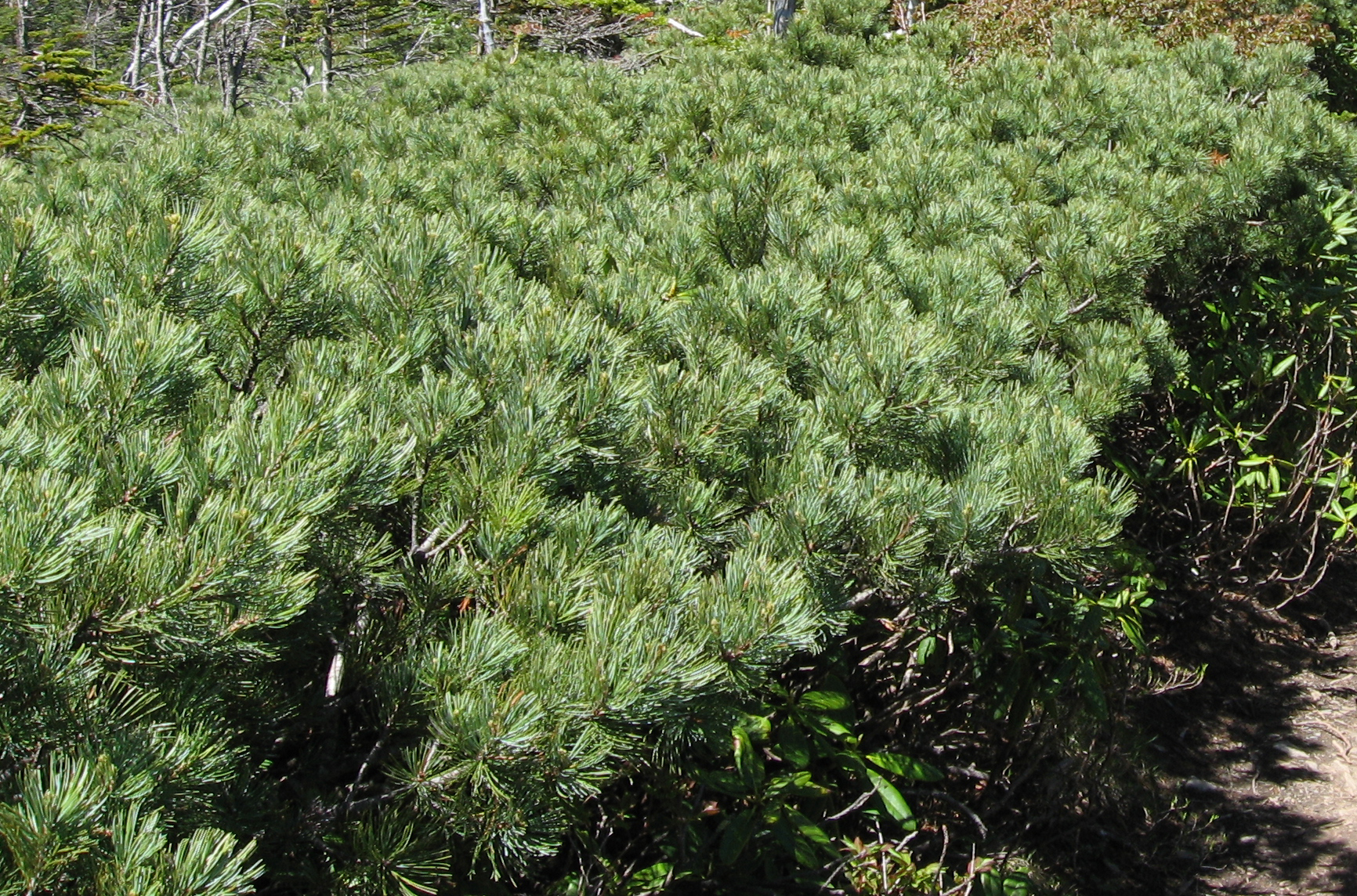
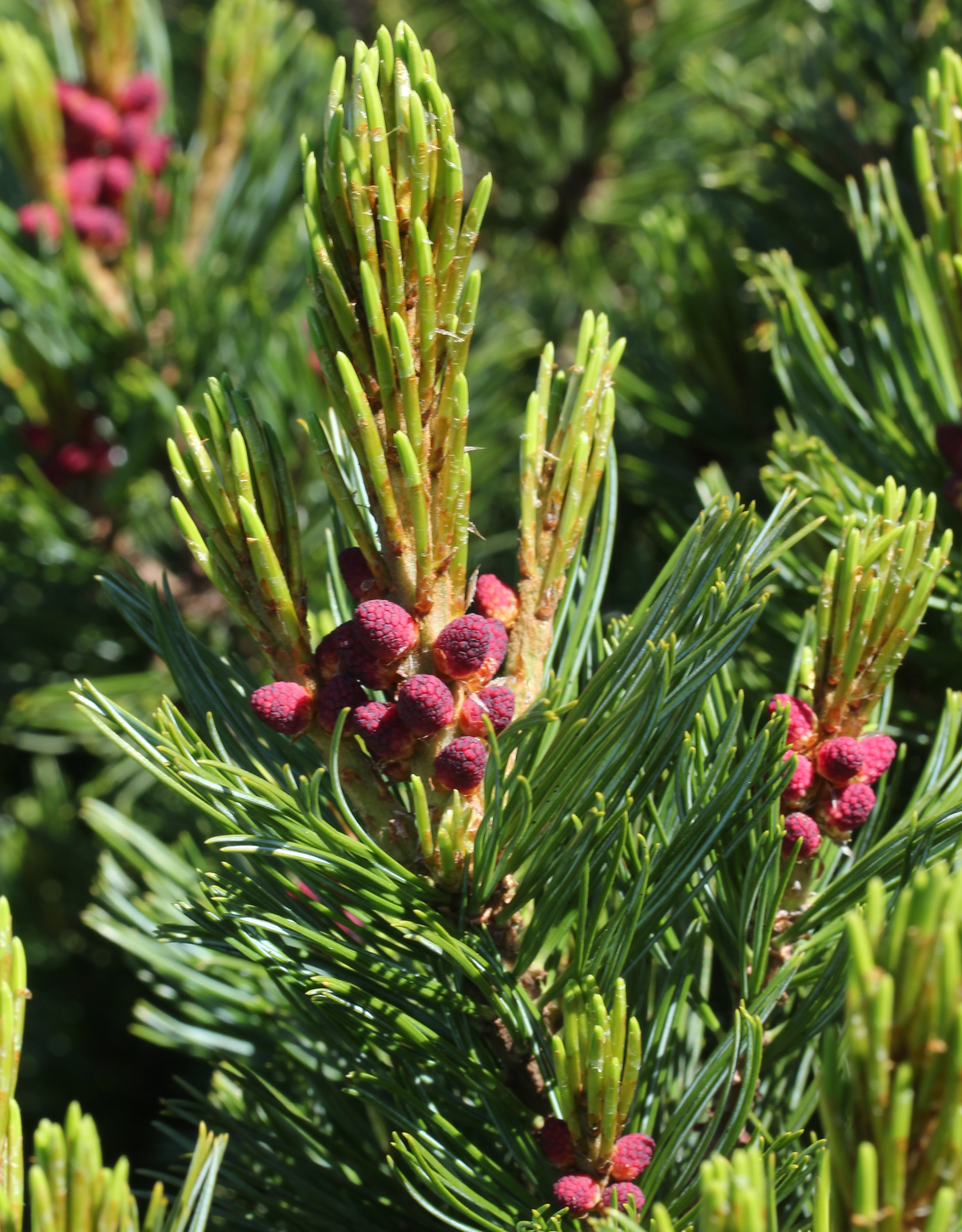
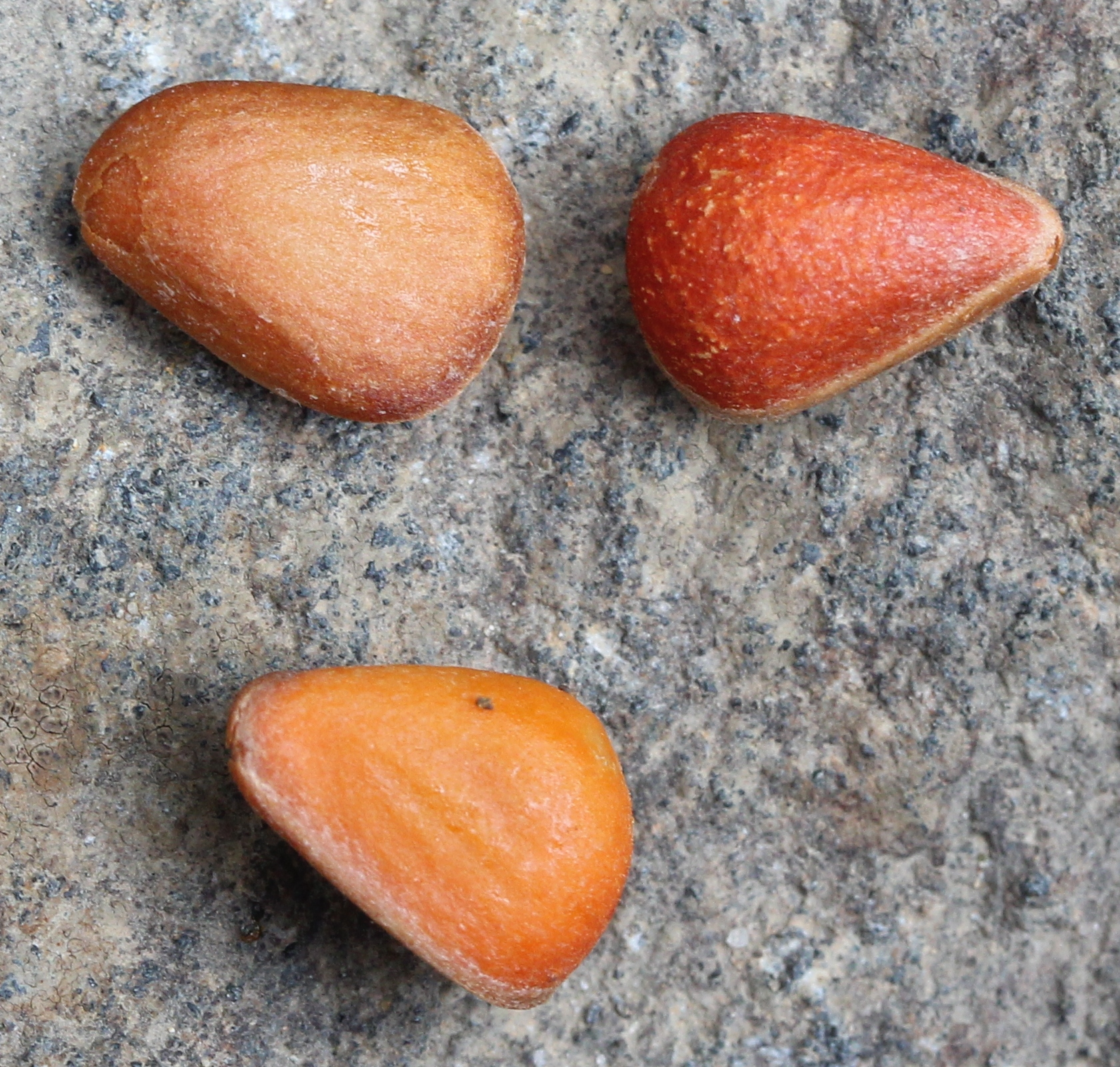